# ジンツチハシ
ジンツチハシは、日本のソングライター、編曲家、ギタリスト、ベーシスト。

## 概要
アイドル/アーティストへの楽曲提供を中心に活動するフリーランスの音楽家。

## 楽曲提供
A.B.C-Z
- 「怪奇な美少女」（作詞・作曲・編曲）

乃木坂46
- 映画「映像研には手を出すな!」主題歌

　「ファンタスティック3色パン」（作曲・編曲・ギター）
NMB48
- 「がっつきガールズ」（作曲・編曲・ギター・ベース）

HKT48
- 「UFO募集中」（作曲・編曲・ギター・ベース）
- 「待ちやがれ!」（作曲・編曲）

STU48
- 「小豆島へ行こう」（作曲・編曲）

CUTIE STREET
- 「チョットヒトサジ」（作詞・作曲・編曲）[1]

超ときめき♡宣伝部
- 「いちず色のベンチ」（作詞・作曲・編曲・ギター）
- 「青春ハートシェイカー」（作詞・作曲・編曲・ギター）
- 「青春ハートシェイカー 〜超ver〜」（作詞・作曲・編曲・ギター）
- 「あいにきちゃった」（作詞・作曲・編曲・ギター・ベース）
- 「初恋サイクリング」（作詞・作曲・編曲・ギター・ベース）[2]
- 「初恋サイクリング 〜超ver〜」（作詞・作曲・編曲・ギター・ベース）

つばきファクトリー
- 「恋のUFOキャッチャー」（作詞・作曲・編曲・ギター）

カントリー・ガールズ
- 「小生意気ガール」（作曲）

magical2
- ドラマ「魔法×戦士 マジマジョピュアーズ!」オープニングテーマ

　「愛について♡」（作詞・作曲・編曲・ギター）
- 「愛について♡ - パワーアップ バージョン -」（作詞・作曲・編曲・ギター）

Lucky2
- TVアニメ「ガル学。」挿入歌

　「キラキラなストーリー」（作詞・作曲・編曲・ギター）
泉ノ波あみ
- 第11回「全国小・中学校リズムダンスふれあいコンクール」規定曲

「遺伝子DANCE」（作詞・作曲・編曲　※作詞作曲は泉ノ波あみと共作）
ラピスリライツ・スターズ
- 「ピンク色の曇天 」（作曲・編曲）

predia
- 「ネオンとルージュ」（作詞）

ロッカジャポニカ
- 「キミと笑顔」（編曲・ギター・ベース）[4]

にじさんじ
- 「愛の存在証明」（作詞・作曲・編曲）

ミュージカル『刀剣乱舞』花影ゆれる砥水
- 「鼓膜の奥」（作詞・作曲・編曲）

M!LK
- 「Gotta Get Up」（作詞・作曲・編曲・ギター）

和田雅成
- TVドラマ「0.5D」OP主題歌

　「own world」（作曲）
DAN⇄JYO
- 「kibo⇄zetsubo」（作曲・編曲）

NORD
- 「超ド級POWER」（作詞・作曲・編曲・ギター・ベース）

えびポン from EBiDAN NEXT
- 「証明するよ」（作詞・作曲・編曲・ギター）

へきトラハウス
- 「KICKASS」（作曲・編曲）

まっきーとけんた
- 「キミノプリズム」（作詞・作曲・編曲・ベース）

タートルリリー
- 「シ・ゲ・キ・チュ・ウ♡」（作詞・作曲・編曲・ギター）

DREAM MAKER
- 「escape」（作曲）

MAUVE
- 「Missing You」（作曲・編曲・ギター）
- 「モチベーション!」（作曲・編曲・ギター）
- 「MY SWEET HONEY」（作曲・編曲・ギター）
- 「Touch My Heart」（作曲・編曲・ギター）
- 「ムードメイカー」（作曲・編曲）
- 「NEVER GiVE UP！」（作曲・編曲）
- 「Farewell」（作曲・編曲・ギター・ベース）
- 「君がいないクリスマスだなんて僕にとってクリスマスじゃないよ」（作曲・編曲・ギター・ベース）

BREAK THROUGH
- 「No name」（作詞・作曲・編曲）

TOYSMILEY
- 「青春の峠」（作詞・作曲・編曲）

日曜日のアプレミディ
- 「キミ色の季節」（作詞・作曲・編曲）

FUN RUMOR STORY
- 「Fighting MAN」（作曲・編曲）

アニマルセラトピア
- 「ぎゅっとする季節」（作曲・編曲）

ReverseTokyo
- 「絶対100回抱きしめて」（作詞・作曲・編曲）
- 「リフレインしていく」（作詞・作曲・編曲）